# OnderWeg
OnderWeg is een maandelijks verschijnend kerkelijk tijdschrift, met een gereformeerde identiteit, dat in 2015 ontstaan is uit een fusie van De Reformatie en Opbouw. OnderWeg had toen 4.300 abonnees.
Door vergrijzing is het abonneebestand in de loop der jaren geleidelijk afgenomen. In april 2025 heeft Gereformeerde Persvereniging Onderweg besloten te stoppen met de uitgave van het tijdschrift. In december 2025 zal het laatste nummer verschijnen. 

## Geschiedenis
Op 24 september 1920 verscheen het eerste nummer van De Reformatie, als kerkelijke blad van de Gereformeerde kerken. Na de Vrijmaking was het verbonden aan de Gereformeerde Kerken Vrijgemaakt. Opbouw was in 22 maart 1957 een afsplitsing van dit blad, om stem te geven aan de vrijere geesten binnen dit kerkgenootschap en werd, toen daaruit vanaf 1967 de Nederlands Gereformeerde Kerken ontstonden, aan die kerken verbonden. Op 1 januari 2015 herenigden beide bladen, mede om hun dalende ledenaantallen en als uitdrukking van de toenemende toenadering tussen beide kerkgenootschappen. Ds. Henk Hoksbergen, gereformeerd-vrijgemaakt, en Ad de Boer, Nederlands gereformeerd, werden gezamenlijk hoofdredacteur. 

## Naam 'OnderWeg'
De redactie verklaart de naam als volgt: 'De titel en de ondertitel, ‘Inspiratie voor reisgenoten’, verwijzen naar het pelgrimskarakter van het christelijke leven en de weg die we gaan naar de grote toekomst van God, maar ook naar het gegeven dat de kerk altijd in ontwikkeling is en het feit dat de NGK en GKv steeds meer samen onderweg zijn. ‘Weg’ wordt bewust met een hoofdletter geschreven, om te verwijzen naar Jezus als de Weg.'